# Lubuk Tanjung (Muara Pinang)
Lubuk Tanjung is een bestuurslaag in het regentschap Empat Lawang van de provincie Zuid-Sumatra, Indonesië. Lubuk Tanjung telt 1156 inwoners (volkstelling 2010).